# Salt potatoes

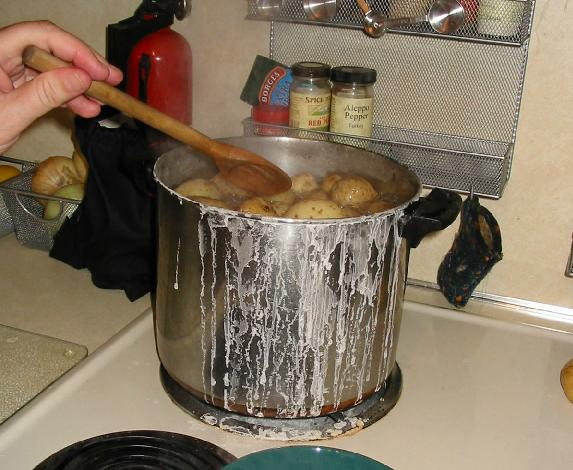
Préparation des salt potatoes.

Les salt potatoes (« pommes de terre salées ») sont une spécialité américaine de pommes de terre de l'État de New-York.

## Préparation
On les prépare à l'aide de petites pommes de terre nouvelles, blanches, qui sont simplement brossées et bouillies avec leur peau dans de l'eau saturée en sel, d'où leur nom. C'est ce qui leur donne une saveur et une texture particulières. On les sert avec du beurre fondu.
Il s'agit d'un plat de la région centrale de l'État de New-York, généralement servi en été, quand les pommes de terre nouvelles sont récoltées. On le trouve couramment dans les fêtes foraines et les barbecues. Dans cette région durant les mois d'été, on peut acheter dans le même emballage le paquet de sel et les pommes de terre destinées à être préparées avec.
La région de Syracuse, dans le centre de l'État de New-York, a une longue tradition de production de sel. Des sources salées situées près du lac Onondaga ont été exploitées pour la production de sel de table qui était distribué dans tout le nord-est des États-Unis via le canal Érié. On faisait évaporer l'eau chargée en sel sur de grands plateaux. Le sel était ensuite raclé, moulu et emballé. Les salt potatoes ont été créées au XIXe siècle par les immigrants irlandais qui travaillaient dans ces établissements et qui faisaient cuire leurs pommes de terre dans la saumure. Les premiers paquets de salt potatoes ont été vendus dans les années 1960.